# Рондисоне
Рондисо̀не (на италиански: Rondissone; на пиемонтски: Rondisson, Рондисон) е село и община в Метрополен град Торино, регион Пиемонт, Северна Италия. Разположено е на 211 m надморска височина. Към 1 януари 2020 г. населението на общината е 1883 души, от които 117 са чужди граждани.